# 쵸단
쵸단(Chodan, 본명: 홍지혜, 1998년 11월 1일~)은 아이돌밴드 QWER의 리더이자 드러머이다. 대한민국의 인터넷 방송인이다. 